# 왕상 (후한)
왕상(王常, ? ~ 36년)은 중국의 농민 반란군 녹림군의 지도자이자, 현한·후한의 관료다. 자는 안경(顔卿)이며 영천군 무양현(지금의 허난성 뤄허시 우양현) 사람이다. 운대 28장은 아니지만, 함께 낙양 남궁의 운대에 함께 기념되어 운대 32장으로도 꼽힌다. 최종 작위는 산상후(山桑侯), 시호는 절(節)로 합하여 산상절후(山桑節侯)다.

## 생애
신나라 말기에 동생의 원수를 갚고 강하군으로 도망해 숨어 지내다가, 왕광·왕봉 등과 함께 녹림군을 결성했다. 나중에 성단·장앙과 함께 남군 남구(藍口)로 옮겨, 이 녹림군의 분파를 하강병(下江兵)이라 부른다. 신나라에서 보낸 장우·진무(陳茂) 등에게 격파당했으나, 성단·장앙과 함께 흩어진 무리를 수습해 누계(蔞谿)로 숨어들어 종산(鍾山)과 석룡산(石龍山) 사이를 약탈하며 세력을 재건하고 형주목을 상당향(上唐鄕)에서 무찔러 북진해 남양군 의추취(宜秋聚)에 주둔했다.
한편, 녹림군의 다른 분파인 평림병과 신시병이 남양군의 전한 종실이 일으킨 용릉병과 합세해 신나라의 전수대부(한나라 식으로는 남양태수) 진부·전수속정 양구사와 싸웠으나 소장안취에서 대패했고 평림병과 신시병은 용릉병과의 연합을 해산하려 했다. 의추취에 있던 하강병에게 용릉병의 지도자 유연이 보낸 사자 유수(후의 광무제)와 이통이 찾아와 하강병의 지도자가 용릉병을 찾아와 의논할 것을 청했고, 장앙와 성단의 추대를 받아 왕상이 유연을 방문했다. 왕상은 유연에게 설득되어 유씨를 주인으로 추대하기를 원했고, 자립하기를 원하는 성단과 장앙을 설득해 함께 한나라를 부흥하는 데 참여하게 했다. 하강병은 왕상을 존경했기에, 왕상이 없이는 하강병은 불의함에 빠질 뿐이라며 마침내 왕상의 뜻대로 평림병·신시병·용릉병과 연합하기에 이른다. 하강병의 합세로 기개를 되찾은 녹림군은 마침내 23년 2월 22일(음력 1월 1일) 신군을 무찌르고 진부와 양구사를 모두 참수했다.
이 승전 후 녹림군은 황제를 옹립하기로 했는데, 왕상은 남양의 사대부들과 함께 유연을 추천했으나, 주유 등 평림병·신시병의 지도자들과 장앙 등이 평림병 수하의 유현을 추천함에 따라 유현이 황제로 세워졌다(경시제). 왕상은 현한 정부에서 정위·대장군에 임명되었고, 지명후(知命侯)에 봉해졌다. 여남군, 패군 일대로 진출했다가 왕읍·왕심 등이 거느린 신나라의 진압군이 곤양을 노리자 곤양으로 돌아왔다. 곤양 일대의 현한군을 지휘하는 유수의 명으로 성국상공 왕봉과 함께 성을 지켰는데, 유수는 야음을 틈타 성을 나가 구원군을 긁어모았으나 유수가 돌아오기 전 왕봉과 왕상은 신군의 공격을 견디지 못해 항복하려 했는데, 신나라는 왕봉과 왕상의 항복을 받아들이지 않았다. 그 사이 돌아온 유수가 곤양을 포위한 신군을 무찔러 곤양성을 구원했다(곤양 전투).
24년(경시 2년) 장안으로 천도하면서 왕상이 남양태수를 대행하면서 주벌과 포상할 권한을 받았고, 2월에 이성제후왕을 봉하면서 남양군 등현(지금의 샹양시 샹저우구 북서) 등 8현을 받아 등왕(鄧王)에 봉해졌으며 유씨 성도 하사받았다.
경시제 정권이 적미의 공격으로 패망하자, 26년(건무 2년) 낙양으로 가서 광무제(황제가 된 유수)에게 항복하고, 포상을 받고 좌조(左曹)에 임명되었으며 산상후(山桑侯)에 봉해졌다. 한충장군(漢忠將軍)이 되어 등봉과 동흔 토벌의 총대장이 되었다. 또 하간과 어양을 쳤다.
29년(건무 5년) 가을에는 호릉을 함락했고, 임성에서 광무제를 만났으며 소무와 방맹 공격에 종군했다. 또 하비를 쳤을 때, 왕상의 군대는 분투하여 용맹을 떨쳤다. 또 기도위 왕패를 지휘해 패군의 도적을 쳤다.
30년(건무 6년) 광무제의 명으로 전쟁을 그치고 무양의 집으로 돌아간 후, 다시 출진해 장안에서 외효를 막았다. 31년(건무 7년)에는 횡야대장군(橫野大將軍)에 임명되고 장군들 중 가장 높은 자리에 놓였다. 외효의 별장 고준(高峻)을 조나현에서 무찌르고, 외효의 또 다른 장수를 오지(烏氏)에서 요격해 무찔렀으며 강족들의 여러 군영을 항복시켰다.
33년(건무 9년)에는 내황의 도적을 진압했고, 후에는 북으로 가 고안에서 대나라 왕 노방을 막았다. 36년(건무 12년) 주둔 중 죽어, 시호를 절(節)이라 했다.

## 출전
범엽: 《후한서》 권15 이왕등내전 중 왕상